# سيرغي تشيرنوف
سيرغي تشيرنوف (بالروسية: Сергей Чернов)‏ هو لاعب كرة قدم روسي في مركز الهجوم، ولد في 2 نوفمبر 1968. لعب مع ميتالورج كوزباس نوفوكوزنتسك.